# 聖公會李炳中學
聖公會李炳中學（英語：SKH Li Ping Secondary School）為香港聖公會所主辦的一所基督教中學，創立於1984年，位於香港荃灣和宜合道450號的一所連環型校舍。現任校長為洪澍先生，副校長為吳道喜先生及丁敏儀女士，署任副校長為顏昭洋先生。

## 校訓
取生命的水喝 (Take the water of life)，出自《新約聖經》啟示錄第22章17節

## 辦學宗旨
除闡揚基督真理外，該校教育目的在培養學生全面發展，實施全人教育，包括德育、智育、體育、群育、美育及靈育各方面。
校方希望學生能坦誠、自律、明辨是非、有愛心、有目標、有適應力，對個人、家庭、學校以至社會都能盡責，成為良好公民，回饋社會。

## 施教方針
學校在鼓勵學生追求課本知識之餘，更著重德育培訓，又通過不同的課外活動以及悉心的輔導計劃以引導學生建立正確的價值觀和發掘個人潛能。
在管教學生方面，校方賞罰並行，並著重老師的身教，力求學生有良好的行為和操守。
學校的辦學理念是 "I seek，I act" ——「積極探索，努力實踐」，目的培育學生主動學習的態度及建構知識的能力。
學校通過多元化、全方位的學習經驗，讓學生積極探索，努力實踐，從而發展他們的共通能力，成為終身學習者。
為了加強學習支援，學校會因應學生能力分班，甚至分小組教學，因材施教。

## 語文政策
學校致力提高學生兩文三語的水平，在推行母語教學的同時，亦十分着重學生英文及普通話的能力。
教學方面，為了提升學生英語能力，初中個別班別，部分學科如數學、科學、歷史及地理等個別單元會採用英語教授。
此外各科均加入英語學習素材，以加強學生英語的培訓。
學校還通過恆常活動，如英文及普通話早會、英文閱讀週、中英文朗誦及英語話劇等活動以營造一個學習兩文三語的環境。

## 歷史
1981年，聖公會李炳中學校舍建築開始施工，於三年後落成。
1984年，新校舍尚未完工，9月需暫借梨木樹禮賢會小學為臨時校舍。同年10月校舍正式落成啟用，首任校長是葉威廉先生。
1990年，陳璟女士接任校長。
2011年，聖公會李炳中學獲全國青少年科技創新大賽組織委員會頒發「科技教育創新十佳學校」。
2014年，彭君華先生接任校長。
2022年2月28日，彭君華先生因家庭原因離任，而校長一職由陳偉雄先生暫任，直至有新校長上任。
2022年3月1日，陳偉雄副校長接任署理校長。
2022年9月1日，洪澍先生接任校長。
2023年7月，中六學生陳煒祺DSE考獲29分成為歷年最佳成績。
| 年份 | 活動                                               | 獎項 |
| ---- | -------------------------------------------------- | --- |
| 2023 | 2023國際遺傳工程機器設計競賽（iGEM）銀獎           | 2023年11月上旬遠赴法國巴黎，與超過400隊來自世界各地的研究隊伍競賽，最終脫穎而出，勇奪銀獎。 （页面存档备份，存于） |
| 2021 | 第48屆日內瓦國際發明展                             | 中六級張鉞烔 、吳嘉汶及中五級蔡冰兒、陳靜悅榮獲銅獎 （页面存档备份，存于） |
| 2020 | 前海粵港澳台青年創新大賽                           | 中五級蔡冰怡、陳靜悅、中六級張鉞烔及吳嘉汶榮獲香港賽區中學組銀獎 （页面存档备份，存于） |
| 2019 | 第70屆英特爾國際科學與工程大獎賽                   | 中四級學生張鉞烔、吳嘉汶及梁東嵐代表香港參加賽，獲得入圍獎 （页面存档备份，存于） |
| 2019 | 國際遺傳工程機器設計競賽                           | 本校學生於10月前往美國波士頓參賽，榮獲銅獎 （页面存档备份，存于） |
| 2019 | 香港新一代文化協會主辦的第四屆京港科創精英交流計劃 | 今年暑假本校十位同學代表香港參加計劃，體驗豐富，獲益良多。 （页面存档备份，存于） |
| 2018 | 第三十三屆全國青少年科技創新大賽                   | - 蕭淑芬老師榮獲科技輔導員科技教育創新項目(科教制作類) 一等獎 （页面存档备份，存于） - 中四級學生梁東嵐、張鉞烔、吳嘉汶榮獲工程學（組別）一等獎 （页面存档备份，存于） - 中五級鍾百圖及中二級陳柏橋均獲得優秀創意獎 （页面存档备份，存于） - 中五級學生文迪妍榮獲工程學（個人）一等獎 （页面存档备份，存于） |
| 2017 | 第68屆英特爾國際科學與工程大獎賽                   | 中五級學生高辰霖、李佩姍及吳家琪勇奪「奧科寧克基金專項獎」中「可持續運輸設計」組別的一等獎 （页面存档备份，存于） |
| 2017 | 國際遺傳工程機器設計競賽                           | 中四級學生張舒恒及郭文楨連同十四位學生以一年時間研究，運用「合成DNA立方體」檢測H3N2流感病毒，不但效果顯著，而且檢測時間迅速，極具發展潛力，獲大會頒授銅獎 （页面存档备份，存于） |
| 2016 | 67屆英特爾國際科學與工程大獎賽                     | 中五級學生朱文金、吳美可及簡敏賢獲頒美國知識產權法協會專項獎 （页面存档备份，存于） |
| 2016 | 第三十一屆全國青少年創新科技大賽                   | 中三級學生張舒恒榮獲全國二等獎 （页面存档备份，存于） |
| 2015 | 第三十屆全國青少年創新科技大賽                     | 中五級學生朱文金、吳美可及簡敏賢榮獲二等獎 （页面存档备份，存于） |
| 2013 | 第64屆英特爾國際科學與工程大獎                     | 中五級學生金薇、鍾佳穎及朱美迪獲得三等獎 （页面存档备份，存于） |
| 2013 | 第二屆中國國際學生信息科技創意大賽                 | 中五級學生郭明俊榮獲一等獎 （页面存档备份，存于） |
| 2013 | 第28屆全國青少年科技創新大賽                       | 中五級學生吳樹燊榮獲二等獎 （页面存档备份，存于） |
| 2012 | 第64屆iENA紐倫堡國際發明展                         | 中五級學生金薇及中六級學生黃錦玲獲中國創新代表團邀請，到德國參展，更憑作品「聰明介子」及「血管顯影器」分別奪得金、銀兩獎，聖公會李炳中學亦同時擭得特色學校獎，合共奪得三個獎項，此乃本港首次有中學生及學校獲此殊榮 （页面存档备份，存于）                                                                    |
| 2011 | 第二十六屆全國青少年科技創新大賽                   | - 聖公會李炳中學獲全國青少年科技創新大賽組織委員會頒發「科技教育創新十佳學校」 （页面存档备份，存于） |

## 歷任校長
- 1984年-1990年：葉威廉 先生（William Jacobsen）[2]（由同系拔萃男書院調升）
- 1990年-2014年：陳璟 女士
- 2014年-2022年2月28日：彭君華 先生
- 2022年2月28日-8月31日：陳偉雄 先生
- 2022年9月1日起：洪澍 先生

## 班級結構
- 本校已獲教育局核准開設24班，中一至中六各級4班，收生人數平穩理想。
- 本校以校本編制形式於中四至中六級開設五班，師生比例更為理想，令高中學生能有更充足的準備，以應付公開考試。

相關連結：
- 學校網頁 - 班級結構
- 中一學位申請、學校概覽及學生活動概覽

## 校友
- 江𤒹生：2009年畢業，香港男子組合MIRROR副隊長
- 麥沛東：2008年畢業，香港演員
- 盧庭威：2008年畢業，現為註冊營養師、「營養師給孩子的36道有營料理」作者
- 劉恩賜：2004年畢業，雅典殘疾人奧運會雙人硬地滾球金牌得主
- 劉威煌：1996年畢業，香港男歌手

## 外部連結
- 聖公會李炳中學網頁 （页面存档备份，存于）
- 聖公會李炳中學校友會（官方群組）
- 聖公會李炳中學Google+非官方群組
- 2017年十八區STEM學校巡禮 （页面存档备份，存于）